# حسان دياب
حسان دياب (ولد في 1 يونيو 1959) هو سياسي وأكاديمي لبناني حاصل على دكتوراه في هندسة الحاسوب . كان رئيس وزراء لبنان منذ 19 ديسمبر 2019 وحتى تقديم استقالة حكومته في 10 أغسطس 2020

بسبب الاحتجاجات على خلفية انفجار مرفأ بيروت ، وبقيت الحكومة تتولى تصريف الأعمال حتى 10 سبتمبر 2021 عندما قبلت الاستقالة، وتولىٰ الرئيس نجيب ميقاتي رئاسة الحكومة الجديدة .
وقد كان سابقًا وزيرا للتربية والتعليم العالي في حكومة نجيب ميقاتي في 13 يونيو 2011.

## حياته
حسان بهاء الدين ديابمن مواليد بيروت 6 يناير 1959. متزوج من نوار رضوان المولوي وله ثلاثة أولاد، بنت وولدان. هم رزان ورامي ورضوان. يحمل شهادة البكالوريوس مع مرتبة الشرف في الاتصالات، وماجستير بامتياز في هندسة نظم الحاسوب، والدكتوراه في هندسة الحاسوب منذ العام 1985. انضم إلى الجامعة الأمريكية في بيروت في 1985، وهو أستاذ مادة الهندسة الكهربائية وهندسة الحاسبات في كلية الهندسة والعمارة. لديه أكثر من 120 منشورا في مجلات علمية دولية ومؤتمرات. شغل منصب العميد المؤسس لكلية الهندسة والرئيس المؤسس خلال 2004-2006 في جامعة ظفار في صلالة عمان. وفي تشرين الأول العام 2006، عُيّن في منصب نائب الرئيس للبرامج الخارجية الإقليمية في الجامعة الأميركية في بيروت .

## رئاسة الوزراء
كُلّف بتشكيل حكومة جديدة في لبنان بعد فشل أكثر من محاولة لاختيار مرشح لتولي منصب رئيس وزراء للبنان منذ استقالة حكومة سعد الحريري في 29 تشرين الأول/أكتوبر 2019 تحت ضغط الاحتجاجات الشعبية.
ونال حسان دياب 69 صوتاً في الاستشارات النيابية في مجلس النواب اللبناني والتي أجراها رئيس الجمهورية ميشال عون فأفضت إلى تكليفه بتشكيل الحكومة اللبنانية 76.

وكان من أبرز الكتل التي سمّت دياب كتلة الوفاء للمقاومة (التابعة لحزب الله )، والتنمية والتحرير، وتكتل لبنان القوي.
ومع حجب تيار المستقبل -الكتلة السنية الأبرز في البرلمان- أصواتها عن دياب، بدا أن رئيس الوزراء بدأ مهمته بدون غطاء سني جامع في بلد يقوم نظامه على توافق الطوائف كلها.

## استقالة حكومته
في 10 أغسطس 2020، أعلن حسان دياب استقالة حكومته على خلفية انفجار مرفأ بيروت الذي وقع في 4 أغسطس 2020، على أن تقوم الحكومة بتصريف الأعمال لحين تشكيل حكومة جديدة. وقد خلفتها بتاريخ 10 سبتمبر 2021 الحكومة اللبنانية 77 برئاسة نجيب ميقاتي .